# Okręg Arles
Okręg Arles (fr. Arrondissement d'Arles) – okręg w południowo-wschodniej Francji. Populacja wynosi 193 tysiące.

## Podział administracyjny
W skład okręgu wchodzą następujące kantony:
- Arles-Est,
- Arles-Ouest,
- Châteaurenard,
- Eyguières,
- Orgon,
- Port-Saint-Louis-du-Rhône,
- Saint-Rémy-de-Provence,
- Saintes-Maries-de-la-Mer,
- Tarascon.